# Châu Đốc (An Giang)
Châu Đốc is een thị xã in de Vietnamese provincie An Giang, ongeveer 250 kilometer ten westen van Ho Chi Minhstad. Châu Đốc ligt tegen de grens met Cambodja in de Mekong-delta. Volgens de telling in 2003 heeft Châu Đốc 112.155 inwoners en een oppervlakte van 100 ha. Châu Đốc bestaat uit vier phường en drie xã's.
Châu Đốc ligt aan de Hậu, een van de aftakkingen van de Mekong.

## Vervoer
Châu Đốc ligt aan de Quốc lộ 91, een nationale weg met een lengte van 142 kilometer die Cần Thơ met Tịnh Biên in de provincie An Giang verbindt.